# Stolzenwörth (hrad)
Stolzenwörth je zaniklý hrad u městyse Puchberg am Schneeberg v Dolních Rakousích. 

## Historie
Ve starší literatuře 19. a 20. století se předpokládá, že se na Romaikogelu, malém návrší v městysi Puchberg am Schneeberg, se nacházel hrad. Nejnovější průzkumy připouští sice existenci stavby na Romaikogelu, odmítají však název Stolzenwörth. Skutečně by mohl hrad stát na Haussteinu. Hausstein v katastrálním území Stolzenwörth je název stejnojmenného panství, malá skála na pomezí místní obce Grünbach am Schneeberg severozápadně od Klaus u Grünbacherského sedla.
V pozdních letech 20. století řídil rakouský historik Franz Hampl (1910–2000), na úpatí Haussteinu pokusné výkopy, kde odhalil středověké nálezy. Na základě archeologických nálezů se připouští pevnostní zařízení před 1100 lety jako možná sídlo pánů ze Stolzenwörth/Grünbachu v Puchberském sedle.

## Panství Stolzenwörth
První písemná zmínka o hradu pochází z doby kolem roku 1180 a uvádí „Heinricuse de Stolzenwerde“, kde rod „Stolzenwörthů“ v dokumentu Babenberků, v letech 976 až 1246 markrabě a vévoda v této oblasti byl znám. Naproti tomu norimberský purkrabí vystavil dne 16. listopadu 1298 lenní list na „Ulrich von Perigow", manžela „Hedwich von Stolzenberd". Z toho vyplývá, že se u Stolzenwörthu všechna jednání týkala léna.[ujasnit]
Od Pergauerů přešlo panství na Hohenfeldery. Poté směnil oblast s hrady Schrattenstein a Rothengrub zase několikrát se měnil majitel až konečně prostřednictvím kupního dopisu z 23. května 1556 na šlechtický rod Hoyosů.[ujasnit]